# Mohammadi
Mohammadi là một thành phố và là nơi đặt ban đô thị (municipal board) của quận Kheri thuộc bang Uttar Pradesh, Ấn Độ.

## Nhân khẩu
Theo điều tra dân số năm 2001 của Ấn Độ, Mohammadi có dân số 38.427 người. Phái nam chiếm 53% tổng số dân và phái nữ chiếm 47%. Mohammadi có tỷ lệ 48% biết đọc biết viết, thấp hơn tỷ lệ trung bình toàn quốc là 59,5%: tỷ lệ cho phái nam là 53%, và tỷ lệ cho phái nữ là 43%. Tại Mohammadi, 16% dân số nhỏ hơn 6 tuổi.